# Costa de la Luz
De Costa de la Luz ("kust van het licht") is de Atlantische kust van Andalusië. De kust strekt zich uit van Tarifa in het zuidwesten tot de grens van Portugal in het noordwesten en omvat de provincies Cádiz en Huelva. De kust dankt zijn naam aan het felle zonlicht (meer dan 3000 zonuren per jaar) dat weerkaatst op de oceaan en de witte zandstranden. De Costa de la Luz is een populaire vakantiebestemming bij Spanjaarden en trekt steeds meer buitenlandse toeristen.
De Costa de la Luz wordt in tweeën gedeeld door de rivier Guadalquivir, waarvan de monding behoort tot het Nationaal park Doñana. In dit gebied, dat wat grootte en belangrijkheid betreft met de Waddenzee te vergelijken is, zijn veel vogels te vinden die 's zomers in Noord-Europa voorkomen en hier overwinteren of op hun tocht van Noord-Europa naar Afrika hier een rustpauze inlassen.

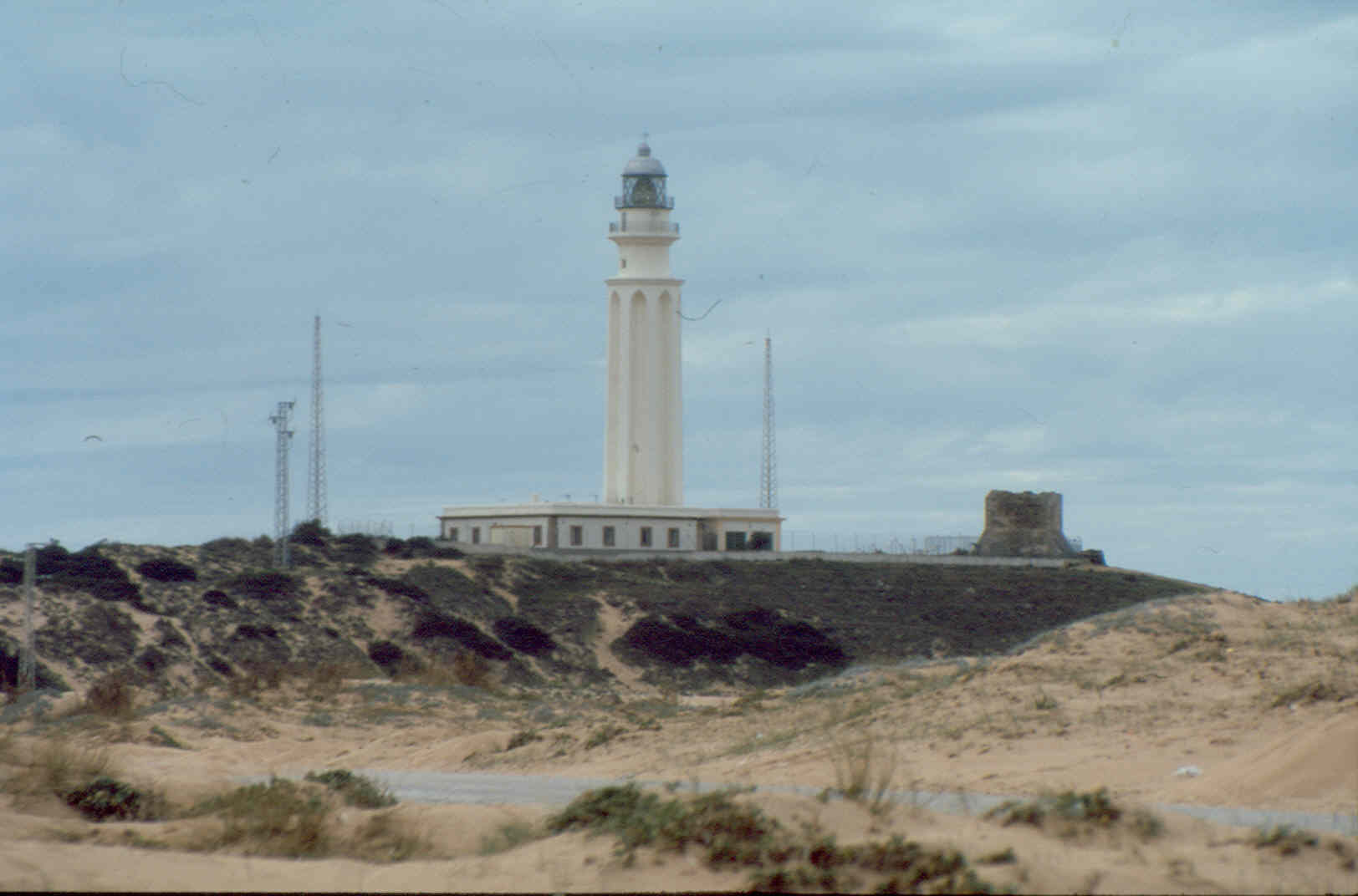
De vuurtoren bij Cabo Trafalgar

Het natuurgebied Parque Natural Bahia de Cádiz omvat de baai van Cádiz. Boven het kustplaatsje Barbate is een pijnbomenbos dat aan zee grenst. Dit is het Parque Natural de la Breña y Marismas del Barbate. Hier komen nog vossen voor en grazen oerrunderen. In dit natuurgebied ligt ook Cabo Trafalgar, een grote rots met een vuurtoren erop aan een mooi strand, waar in 1805 de Engelse vloot onder Horatio Nelson de gecombineerde Spaans/Franse vloot versloeg.
De belangrijkste steden, dorpen en toeristische trekpleisters aan de Costa de la Luz zijn (van noordwest naar zuidoost): Ayamonte, Isla Cristina, Lepe, El Portil, Huelva, Punta Umbría, Matalascañas, Sanlúcar de Barrameda, Chipiona, Jerez de la Frontera, El Puerto de Santa María, Cádiz, Chiclana de la Frontera, Conil de la Frontera, Vejer de la Frontera, Los Caños de Meca, Zahara de los Atunes, Bolonia en Tarifa.
Cádiz is een van de oudste steden van Europa. Columbus vertrok er op ontdekkingsreis naar Amerika. De stad was ook het vertrekpunt van een deel van de Spaanse Armada. In de periode 1810-1813, tijdens de regeerperiode van koning Jozef Bonaparte, was Cádiz kortstondig de hoofdstad van Spanje.
Vlak bij de stad Tarifa bevinden zich de resten van de Romeinse stad Baelo Claudia.